# نيك كولين
نيك كولين (بالإنجليزية: Nicholas Cullen)‏ هو لاعب غولف أسترالي، ولد في 10 أبريل 1984.

## وصلات خارجية
- الموقع الرسمي
- نيكولاس كولين على موقع رابطة اليابان للاعبي الغولف المحترفين (الإنجليزية)
- نيكولاس كولين على موقع التصنيف العالمي الرسمي للغولف (الإنجليزية)